# Parasgräsmal
Parasgräsmal, Elachista excelsicola är en fjärilsart som beskrevs av Annette Frances Braun 1948. Parasgräsmal ingår i släktet Elachista, och familjen gräsmalar, Elachistidae. Arten är reproducerande i Sverige. Inga underarter finns listade i Catalogue of Life.